# А (слово ћирилице)
А (А а; искошено: ) је ћириличко слово, еквивалент латиничном слову  и грчком слову алфа (Α α).

## Историја
Слово А је изведено из грчког слова алфа.
У старословенској азбуци име слова је било азъ, што је на тадашњем језику значило »ја«.
У ћириличком бројевном систему, слово ⟨⟩ је имало вредност броја 1.

## Облик
Кроз историју, ћириличко слово ⟨⟩ је имало разне облике, али данас је стандардизовано на оно које је потпуно једнако латиничком слову ⟨А⟩, укључујући и писане облике.

## Употреба
Присутно је у свим ћириличним писмима и увек се налази на првом месту азбуке. У свим словенским језицима изговара се као отворен предњи нелабијализован самогласник, као и у српском.

## Слична и сродна слова
- : слово латинице
- Ꙗ, ꙗ: слово ћирилице
- Ѧ ѧ: слово ћирилице
- Ѩ ѩ: слово ћирилице

## Рачунарско кодирање карактера
| Знак                      | А                         | А                         | а                       | а                       |
| ------------------------- | ------------------------- | ------------------------- | ----------------------- | ----------------------- |
| Назив у Уникоду           | CYRILLIC CAPITAL LETTER A | CYRILLIC CAPITAL LETTER A | CYRILLIC SMALL LETTER A | CYRILLIC SMALL LETTER A |
| Врста кодирања            | децимална                 | хексадецимална            | децимална               | хексадецимална          |
| Уникод                    | 1040                      | U+0410                    | 1072                    | U+0430                  |
| UTF-8                     | 208 144                   | D0 90                     | 208 176                 | D0 B0                   |
| Нумеричка референца знака | &#1040;                   | &#x410;                   | &#1072;                 | &#x430;                 |
| KOI8-R and KOI8-U         | 225                       | E1                        | 193                     | C1                      |
| CP 855                    | 161                       | A1                        | 160                     | A0                      |
| Windows-1251              | 192                       | C0                        | 224                     | E0                      |
| ISO-8859-5                | 176                       | B0                        | 208                     | D0                      |
| Mac Cyrillic              | 128                       | 80                        | 224                     | E0                      |